# Masaoka Shiki
Pour les articles homonymes, voir Shiki.
Masaoka Shiki (正岡 子規), né Masaoka Tsunenori, plus tard Masaoka Noboru (17 septembre 1867 à Matsuyama – 19 septembre 1902 à Tokyo), est un poète, critique et journaliste japonais de la fin du XIXe (ère Meiji) dont les œuvres ont marqué le XXe siècle. Il est plus connu sous son seul prénom de plume Shiki (子規, signifiant « Petit Coucou »).
Théoricien rénovateur et innovateur des formes poétiques haïku et tanka, il leur a donné leurs noms modernes. Auteur d'environ 25 000 haïkus composés dans les dernières années du XIXe mais qui caractériseront à titre posthume le XXe, Shiki rompt avec l'inspiration « romantique » du XIXe de Issa en proposant un type de modernisme qui relance le genre, insistant sur l'objectivité du croquis sur le vif d'après nature (shasei, influencé, entre autres, par le réalisme européen et par son interprétation de l'art « visuel » de Buson). Il est considéré comme « le père du haïku moderne ».

## Biographie
Né Masaoka Tsunenori (正岡 常規) le 17 septembre 1867 à Matsuyama (Ehime), il est le fils d'un samouraï de la fin de la période d'Edo. Il a pour prénom d'enfance Tokoronosuke (処之助), et prendra pour prénom adulte Noboru (升). Il étudie la littérature à Tokyo et y rencontre l'écrivain Natsume Sōseki. Avant la fin de ses études, il prend le nom de plume Shiki (dont les caractères kanji signifient « Petit Coucou », en référence à la légende chinoise selon laquelle cet oiseau crache du sang en chantant, sachant que le poète souffrait déjà de la tuberculose) en 1889, et devient un journaliste collaborant au journal Nihon à partir de décembre 1892. Il a modernisé et rebaptisé les formes traditionnelles du waka en tanka, et du hokku en haïku.
En 1893, il publie une étude critique de la poésie de Bashō (Basho Zatsudan). En 1895, un traité théorique sur les principes essentiels du haikai (Haikai-taigai). En 1897, il fonde la revue littéraire Hototogisu, qui est aussi une autre appellation du « Petit Coucou » (son pseudonyme  Shiki). En 1898, il publie un texte refondateur sur le tanka. En 1901 et 1902, il publie ses deux journaux poétiques. Ayant souffert de la tuberculose l'essentiel de sa vie, il tombe malade et meurt le 19 septembre 1902 à Tokyo à l'âge de 35 ans. En 1904 est publié un recueil posthume de sa poésie. Ces dix années auront posé les bases de sa refondation poétique et feront de Shiki une influence majeure sur toute la poésie japonaise du XXe siècle.

#### Éditions en français
Monographies
- 1981. Notes sur des pivoines (trad. Philippe Denis), éd. Brandes & Thierry Bouchard, coll. « Versant Est » no 2, 17 pages, pas d'ISBN (OCLC 461760838) — Recueil de textes extraits de Gyôga manroku, Byôsho rokushaku, et Bokujû itteki.
- 1992. Le Mangeur de kakis qui aime les haïkus (trad. Cheng Wing Fun et Hervé Collet ; bilingue), éd. Moundarren, 178 pages,  (ISBN 2-907312-14-6) ; rééd. 2007, 122 pages,  (ISBN 2-907312-59-6).
- 2002. Cent sept haïku (trad. Joan Titus-Carmel ; bilingue), Éditions Verdier, 110 pages,  (ISBN 2-86432-360-5).
- 2016. Un lit de malade six pieds de long (trad. Emmanuel Lozerand), éd. Les Belles Lettres, 338 pages,  (ISBN 978-2-251-72226-9).

#### Éditions illustrées
- 2018. Journée de tempête (bilingue: français-japonais), Calambac Verlag, Sarrebruck,  (ISBN 978-3-943117-02-8).

Anthologies
- 2002. Haïku : anthologie du poème court japonais (trad. Corinne Atlan et Zéno Bianu ; texte français seulement), éd. Gallimard, coll. « Poésie » no 369, 239 pages,  (ISBN 2-07-041306-3) — 133 auteurs, 504 haïkus (pour moitié des quatre maîtres : 46 de Bashô, 51 de Buson, 82 de Issa, 56 de Shiki).